# José Luis Tejada Sorzano
José Luis Tejada Sorzano född 12 januari 1882, död 4 oktober 1938, var en boliviansk advokat och politiker. Han var Bolivias vicepresident 1931-1934 och president 1934-1936. Han tog över som president efter att Daniel Salamanca Urey störtats i en militärkupp på grund av det för Bolivia katastrofala Chacokriget mot Paraguay, militären beslöt dock att tillsätta en civil president varför vicepresidenten Sorzano blev president. Hans presidenttid kom att präglas av ett starkt politiskt inflytande från militären, den vapenvila i kriget som uppnåddes i juni 1935 samt det totala ekonomiska haveri som den stora depressionen och kriget orsakat.
Sorzano misstroddes redan från början av den grupp unga radikala officerare som tagit makten 1934, de såg honom som en del av det politiska etablissemang som bar ansvaret för landets svåra situation. Den 16 maj 1936 störtades han i en ny militärkupp ledd av major Germán Busch och tvingades i exil till Chile. Han slog sig ner i staden Arica där han avled den 4 oktober 1938.